# Seyre
Seyre is een gemeente in het Franse departement Haute-Garonne (regio Occitanie) en telt 100 inwoners (2009). De plaats maakt deel uit van het arrondissement Toulouse.

## Geografie
De oppervlakte van Seyre bedraagt 4,0 km², de bevolkingsdichtheid is dus 25 inwoners per km².
De onderstaande kaart toont de ligging van Seyre met de belangrijkste infrastructuur en aangrenzende gemeenten.

## Demografie
Onderstaande figuur toont het verloop van het inwonertal (bron: INSEE-tellingen).